# Dean Barrow
Dean Oliver Barrow (ur. 2 marca 1951 w Belize City) – belizeński polityk, prawnik, przewodniczący Zjednoczonej Partii Demokratycznej (UDP, United Democratic Party) od 1998. Minister spraw zagranicznych w latach 1983–1989 oraz 1993-1998. Premier Belize od 8 lutego 2008 do 12 listopada 2020.

## Kariera polityczna
Dean Barrow urodził się w 1951. W 1973 ukończył studia licencjackie na Uniwersytecie Indii Zachodnich w Cave Hill na Barbadosie. W 1975 ukończył prawo w Norman Manley Law School w Kingston, a w 1981 prawo (LLM) oraz stosunki międzynarodowe (studia magisterskie) na Uniwersytecie Miami.
Karierę polityczną rozpoczynał w grudniu 1983, gdy został wybrany w skład Rady Miejskiej Belize. W grudniu 1984 związał się ze Zjednoczoną Partią Demokratyczną i z jej ramienia kandydował do parlamentu w okręgu Queen’s Square. Z ramienia UDP uzyskał wówczas po raz pierwszy mandat deputowanego do Izby Reprezentantów, pokonując Ralpa Fonsecę ze Zjednoczonej Partii Ludowej (PUP). W latach 1984–1989 pełnił funkcję ministra spraw zagranicznych i rozwoju gospodarczego w gabinecie premiera Manuela Esquivela.
W 1989 uzyskał reelekcję w parlamencie, pokonując Thomasa Greemwooda z PUP, choć Zjednoczona Partia Demokratyczna przegrała wybory i znalazła się w opozycji. Barrow pozostał w tym czasie wiceprzewodniczącym partii. W 1993 po raz trzeci wszedł w skład parlamentu, pokonując Juliet Soberanis z PUP. W latach 1993–1998 zajmował stanowisko prokuratora generalnego, wicepremiera oraz ministra spraw zagranicznych i bezpieczeństwa wewnętrznego w drugim gabinecie premiera Manuela Esquivela.
Po porażce wyborczej UDP w 1998 objął funkcję przewodniczącego partii, zastępując na stanowisku Manuela Esquivela. Jako jeden z trojga jej członków zachował mandat deputowanego do parlamentu. Został mianowany liderem opozycji w parlamencie. W wyborach w 2003 UDP zdobyła 7 miejsc w 29-osobowej Izbie Reprezentantów, a Barrow pozostał liderem opozycji na następną kadencję.
7 lutego 2008 wygrał wybory parlamentarne w okręgu Queen’s Square zdobywając 2089 głosów. Został członkiem Izby Reprezentantów, w po pokonaniu Anthony’ego Sylvestre’a juniora z PUP stosunkiem głosów: 76,1% do 23.51%.
Po zwycięstwie wyborczym w lutym 2008 i zdobyciu przez UDP 25 z 31 mandatów, 8 lutego 2008 Dean Barrow objął stanowisko szefa rządu zostając pierwszym czarnoskórym premierem Belize. W rządzie objął również funkcję ministra finansów.
W kolejnych wyborach 7 marca 2012 ponownie dostał się do Izby Reprezentantów w okręgu Queen’s Square, w którym pokonał przedstawiciela PUP: Anthony’ego Glenforda, zdobywając 2039 głosów (stosunek głosów: 79,12% do 19,01%). Ponownie został premierem, a także ministrem finansów i rozwoju gospodarczego.
11 listopada 2020 roku UDP, po 12 latach, nie uzyskała większości w parlamencie. 12 listopada na stanowisku premiera zaprzysiężony został Juan Antonio Briceño.

## Życie prywatne
Dean Barrow jest żonaty z Frances Imeon Myvett, siostrą Michaela Finnegana. Mają pięcioro dzieci, z których najstarszym jest raper Shyne.